# 킬리만자로땃쥐
킬리만자로땃쥐(Crocidura monax)는 땃쥐과에 속하는 포유류의 일종이다. 케냐와 탄자니아에서 발견된다.